# Francisco Guerreiro

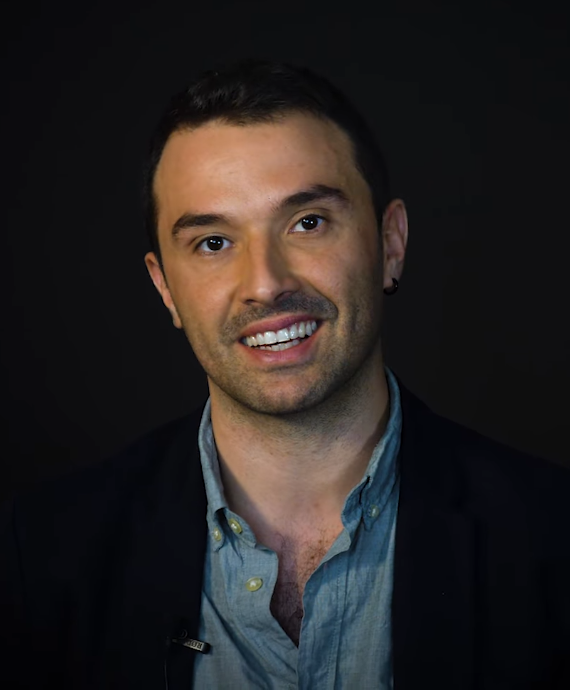
Francisco Guerreiro (2019)

Jorge Francisco Alves Vicente de Sousa Guerreiro, kurz Francisco Guerreiro (* 12. September 1984 in Santiago do Cacém, Portugal) ist ein portugiesischer parteiloser Politiker, der bis 2020 der Partei Pessoas – Animais – Natureza (PAN) angehörte. Bei den Europawahlen 2019 errang er in Portugal ein Mandat, Guerreiro ist seitdem Mitglied des 9. Europäischen Parlaments als Teil der Fraktion der Grünen/EFA.

## Leben

### Ausbildung
Francisco Guerreiro wurde am 12. September 1984 in Santiago do Cacém geboren und wuchs zunächst in einem Waisenhaus auf, bevor er im Alter von 3 Jahren adoptiert wurde und in Lissabon lebte. Im Alter von 12 Jahren zog er mit seiner Familie nach Coimbra, wo er nach seiner Schulausbildung am Instituto Superior de Educação Kommunikationswissenschaften studierte. Anschließend arbeitete Guerreiro als Marktforscher und bis 2014 als Projektleiter für die Europäische Kommission.

### Politisches Engagement
Guerreiro trat nach Parteiangaben 2012 der portugiesischen Kleinpartei Pessoas – Animais – Natureza. Er stieg relativ schnell innerhalb der Partei auf: Seit 2013 ist er Mitglied in der politischen Kommission der Partei, seit 2014 Leiter der Kommunikation der Partei.
2015 zog die Partei PAN erstmals mit einem Abgeordneten, André Silva, ins Portugiesische Parlament ein. Seitdem arbeitete Guerreiro als wissenschaftlicher Mitarbeiter für Silva, insbesondere begleitete und unterstützte er ihn in den Ausschüssen für Umwelt, Raumordnung, Dezentralisierung, sowie Lokalverwaltung und Wohnen.
Neben seiner Tätigkeit im Parlament kandidierte Guerreiro mehrere Male bei vergangenen Wahlen für die PAN: Unter anderem bei den Kommunalwahlen 2013 in Coimbra, bei den Europawahlen 2014 als dritter der Liste, und bei den Parlamentswahlen 2015 als zweiter der nationalen Liste. 2017 kandidierte er bei den Kommunalwahlen seines Wohnortes Cascais.
2018 stellte seine Partei Guerreiro auf Listenplatz 1 für die Europawahlen 2019 in Portugal auf. Mit 5,08 Prozent errang die Partei erstmals Mandat bei Europawahlen, Guerreiro zog in das Europäische Parlament ein. Im Wahlkampf hatte er vor allem klassisch grüne Positionen vertreten: Er forderte ein stärkeres Engagement der EU gegen den Klimawandel, unter anderem durch einen eigenen Vizepräsidenten oder Vizepräsidentin der EU-Kommission für das Thema. Auch forderte er mehr Engagement für eine europaweite Energiewende. Migrationspolitisch forderte er eine gerechte Verteilung von Migrantinnen und Migranten auf alle EU-Mitgliedsländer.
Nach der Wahl gaben er und seine Partei noch am Wahlabend bekannt, sich der Fraktion Die Grünen/EFA anzuschließen. Für die Fraktion ist er Mitglied im Haushaltsausschuss, im Ausschuss für Landwirtschaft und ländliche Entwicklung sowie im Fischereiausschuss.
Im Juni 2020 gab Guerreiro bekannt, dass er aufgrund von Meinungsverschiedenheiten aus der PAN austritt. Als Grund führte der Politiker vor allem die „zunehmende linke Ausrichtung“ der Partei an, ebenso nannte er die „allgemein gestiegene Aggressivität“ der Partei, ihre Passivität gegenüber den geopolitischen Aktivitäten Chinas in Europa, sowie die Position der Partei zum Militärdienst an. Guerreiro gab weiterhin bekannt, dass er auf sein Mandat im Parlament nicht verzichten und weiterhin der Grünen/EFA-Fraktion angehören würde.
Im Oktober 2021 kündigte er bei der Generalversammlung der paneuropäischen Bewegung Volt Europa in Lissabon an, sich nach Ablauf seines Mandats als Mitglied Volt Portugal anzuschließen. Zuvor unterstützte er bereits die Partei beim Kommunalwahlkampf.

### Privat
Francisco Guerreiro lebt mit seiner Frau Sandra Marques und zwei Kindern in Cascais. Auch nach dem Einzug ins Europaparlament plant er regelmäßig zwischen Brüssel und Cascais zu pendeln. Er ernährt sich nach eigenen Angaben vegan.